# Amy Price-Francis
Amy Elizabeth Price-Francis (Inglaterra; 16 de septiembre de 1975) es una actriz canadiense. Interpretó a la Detective Jessica King en el drama de Showcase, King.

## Vida y carrera
Price-Francis nació en Inglaterra y se crio en Toronto, Ontario, Canadá. Se graduó en la Escuela de Teatro Nacional de Canadá.
Amy es conocida por protagonizar varias series de televisión canadienses, incluyendo Tracker y Rumours. Ella también apareció en la serie de A&E, The Cleaner. Además, ha aparecido como invitada en varias series. Uno de sus papeles como estrella invitada más conocidos es el de la antagonista Cara Bowden en la serie de televisión 24.

## Filmografía
| Año  | Título                        | Papel                  | Notas |
| ---- | ----------------------------- | ---------------------- | ----- |
| 2001 | Invitation                    | Amy                    |       |
| 2003 | Alien Tracker                 | Mel Porter             | Vídeo |
| 2005 | Bodas por encargo             | Sasha                  |       |
| 2013 | Breakout                      | Maria                  |       |
| 2014 | The Purge: Anarchy            | Sra. Grass             |       |
| 2015 | Girl on the Edge              | Anne Green             |       |
| 2017 | Cincuenta sombras más oscuras | Elizabeth "Liz" Morgan |       |
| 2018 | Cincuenta sombras liberadas   | Elizabeth "Liz" Morgan |       |

| Año       | Título                                  | Papel                       | Notas                                            |
| --------- | --------------------------------------- | --------------------------- | ------------------------------------------------ |
| 1998      | The Mystery Files of Shelby Woo         | Kristen Chaklai             | Episodio: "The Jinxed Campaign Mystery"          |
| 1998-1999 | Little Men                              | Amy Lawrence                | 18 episodios                                     |
| 2000      | Twice in a Lifetime                     | Joven Edwina Lewis          | Episodio: "Old Flames"                           |
| 2000      | Soul Food                               | Heather Bryant              | Episodio: "Man Trouble"                          |
| 2001      | The Associates                          | Episodio: "Killing the Rat" |                                                  |
| 2001-2002 | Tracker                                 | Mel Porter                  | 22 episodios                                     |
| 2003      | The Pentagon Papers                     | Jan Butler                  | Película para TV                                 |
| 2003      | Mutant X                                | Janet Nicholls              | Episodio: "Final Judgment"                       |
| 2003      | Missing                                 | Layla Weller                | Episodio: "Deliverance from Evil"                |
| 2003      | Train 48                                | Nicole Svendsen             | Serie de TV                                      |
| 2004      | Snakes & Ladders                        | Shannon Jennings            | 6 episodios                                      |
| 2004      | Sue Thomas, el ojo del FBI              | Ann Leland                  | Episodio: "The Kiss"                             |
| 2004      | Suburban Madness                        | Joan                        | Película para TV                                 |
| 2005      | Kevin Hill                              | Michael Tobias              | Episodio: "A River in Egypt"                     |
| 2005      | Tilt                                    | Angela                      | Episodio: "Gentleman Jim"                        |
| 2005      | Our Fathers                             | Donna Morrissey             | Película para TV                                 |
| 2005      | Show Me Yours                           | Araminta                    | Episodio: "Plus ca change"                       |
| 2006      | Corner Gas                              | Connie                      | Episodio: "Friend of a Friend"                   |
| 2006      | Earthstorm                              | Dr. Lana Gale               | Película para TV                                 |
| 2006      | Shades of Black: The Conrad Black Story | Shirley Black               | Película para TV                                 |
| 2006-2007 | Rumours                                 | Sarah Barnaby               | 20 episodios                                     |
| 2007      | The Wedding Bells                       | Cheryl                      | Episodio: "Fools in Love"                        |
| 2007      | Medium                                  | Pamela Franklin             | Episodio: "Everything Comes to a Head"           |
| 2007      | The Dead Zone                           | Megan Wilcox                | Episodio: "Re-Entry"                             |
| 2007      | Californication                         | Meredith                    | 4 episodios                                      |
| 2007      | Shark                                   | Amanda Sellers              | Episodio: "Eye of the Beholder"                  |
| 2007      | K-Ville                                 | Heidi Lawrence              | Episodio: "Critical Mass"                        |
| 2008      | K-Ville                                 | Heidi Lawrence              | Episodio: "Game Night"                           |
| 2008      | Big Shots                               | Victoria Hill               | Episodio: "Who's the Boss?"                      |
| 2008-2009 | The Cleaner                             | Melissa Banks               | 26 episodios                                     |
| 2009      | 24                                      | Cara Bowden                 | 6 episodios                                      |
| 2009      | Nip/Tuck                                | Vivien                      | Episodio: "Enigma"                               |
| 2010      | Mentalist, TheThe Mentalist             | Alicia Seberg               | Episodio: "Code Red"                             |
| 2010      | Life Unexpected                         | Kelly Campbell              | Papel recurrente                                 |
| 2011      | Chicago Code, TheThe Chicago Code       | Dina Wysocki                | 4 episodios                                      |
| 2011      | Mentes criminales                       | Andi Swan                   | Episodio: "Supply and Demand"                    |
| 2011      | Grey's Anatomy                          | Susannah Wilson             | Episodio: "She's Gone" Episodio: "Free Falling"  |
| 2011-2012 | King                                    | Jessica King                | Papel principal                                  |
| 2014      | Republic of Doyle                       | Victoria Hickey             | Episodio: "The Pint" (Season 6, Episode 6)       |
| 2016      | NCIS: New Orleans                       | Kayla Anderson              | Episodio: "Radio Silence" (Season 2, Episode 17) |